# Úpravna vody Vyšní Lhoty

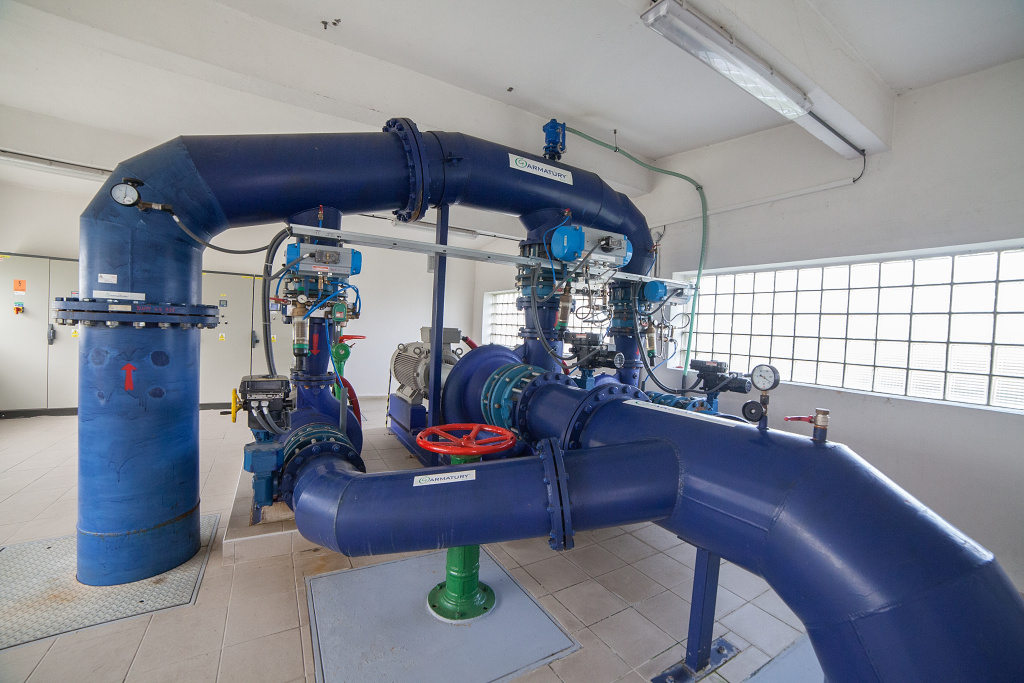
Úpravna vody Vyšní Lhoty - infrastruktura

Úpravna vody Vyšní Lhoty se nachází ve stejnojmenné obci na Frýdecko-Místecku pod masivem hory Prašivá. Výstavba začala v roce 1955, plně dokončena byla v roce 1963. Odebírá surovou vodu z údolní nádrže Morávka, její kapacita je 450 litrů za sekundu. Je součástí Ostravského oblastního vodovodu, provozuje ji společnost Severomoravské vodovody a kanalizace Ostrava a.s. Dodává pitnou vodu do zhruba 20 měst a obcí na Karvinsku a Frýdecko-Místecku, zásobuje například také pivovar Radegast v Nošovicích.

## Historie
Výstavbu úpravny vody ve Vyšních Lhotách schválila vláda ČSR v červenci roku 1954. Důvodem byla především rostoucí poptávka po dodávkách pitné vody a nedostatek původních často podzemních zdrojů. Problémy řešilo především nově založené a rychle se rozrůstající město Havířov. Provoz úpravny byl zahájen v dubnu 1961 ještě před jejím definitivním dokončením v roce 1963. Na stavbě vodního díla Morávka, který byl plánován jako zdroj surové vody pro úpravnu se v té době ještě pracovalo. Souběžně s dokončením úpravny byl proto vybudován přívodní řad s čerpací stanicí od jezové zdrže v Raškovicích s kapacitou 280 litrů za sekundu. V roce 1967 byl pak uveden do provozu gravitační přivaděč surové vody Morávka - Vyšní Lhoty v délce 9,5 kilometru, s profilem 500 mm a s kapacitou 300 litrů za sekundu.

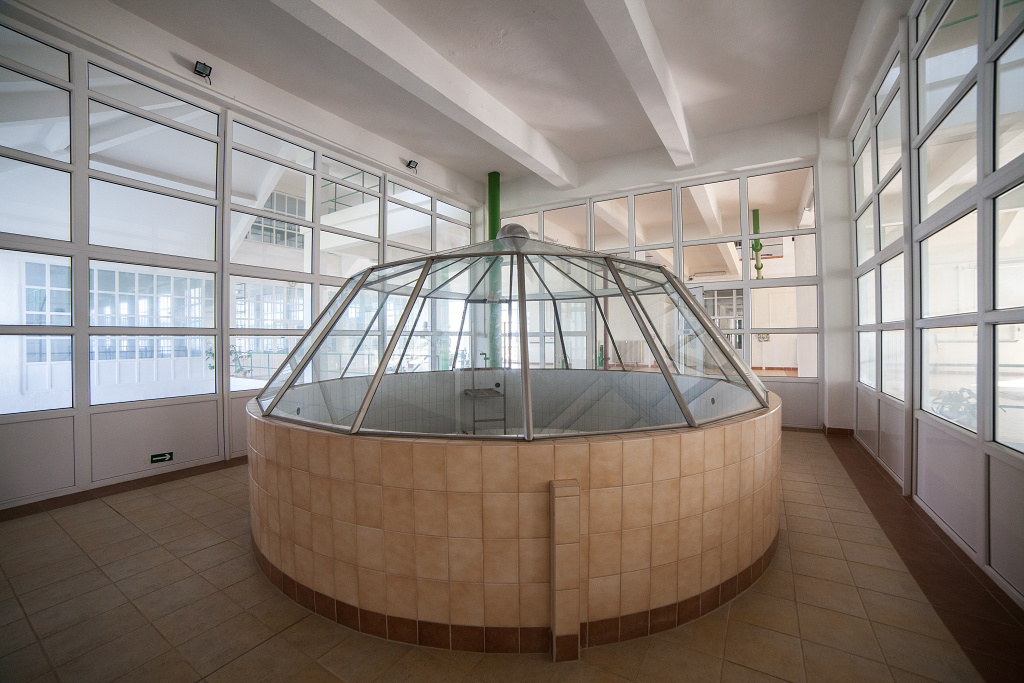
Úpravna vody Vyšní Lhoty - přítok surové vody z nádrže Morávka

## Technologie

### Dodávaná voda
Surová povrchová voda z údolní nádrže Morávka je do úpravny přiváděna gravitačně, odběr je možný ze dvou horizontů. V kruhové rozdělovací nádrži je voda rozdělena na dvě samostatné technologické linky. Surová voda je nízce mineralizovaná, velmi měkká, slabě alkalické reakce. Jde o kvalitní vodu s nízkým obsahem dusičnanů.

### Proces úpravy
Na každé ze dvou úpravárenských linek je možné provádět předchloraci a předoxidaci, následuje dávkování síranu hlinitého, nádrže rychlomísení a flokulace (čiření). Nadávkovaná voda je přiváděna na otevřené betonové pískové rychlofiltry. Síran hlinitý je dávkován v nízkém množství. Hygienické zabezpečení pitné vody je realizováno plynným chlorem a chlordioxidem, alkalizace vápennou vodou. Vody jsou zahušťovány ve vertikální sedimentační nádrži a dosušovány na kalových polích. V 21. století prošla úpravna řadou rekonstrukcí a modernizací (2001 - automatizace a rekonstrukce úpravny, při níž byly rekonstruovány všechny významné technologické linky - dávkování síranu hlinitého, dávkování vápenného hydrátu, odtoková regulace filtrů - včetně možnosti jejího ovládání z úpravny vody v Nové Vsi u Frýdlantu, 2008 - zprovozněna vodní elektrárna, která je osazena na přítoku na úpravnu vody, 2009 - doplněno chlorové hospodářství o instalaci zkrápěcí jednotky pro případ úniku chloru ve skladu chloru).

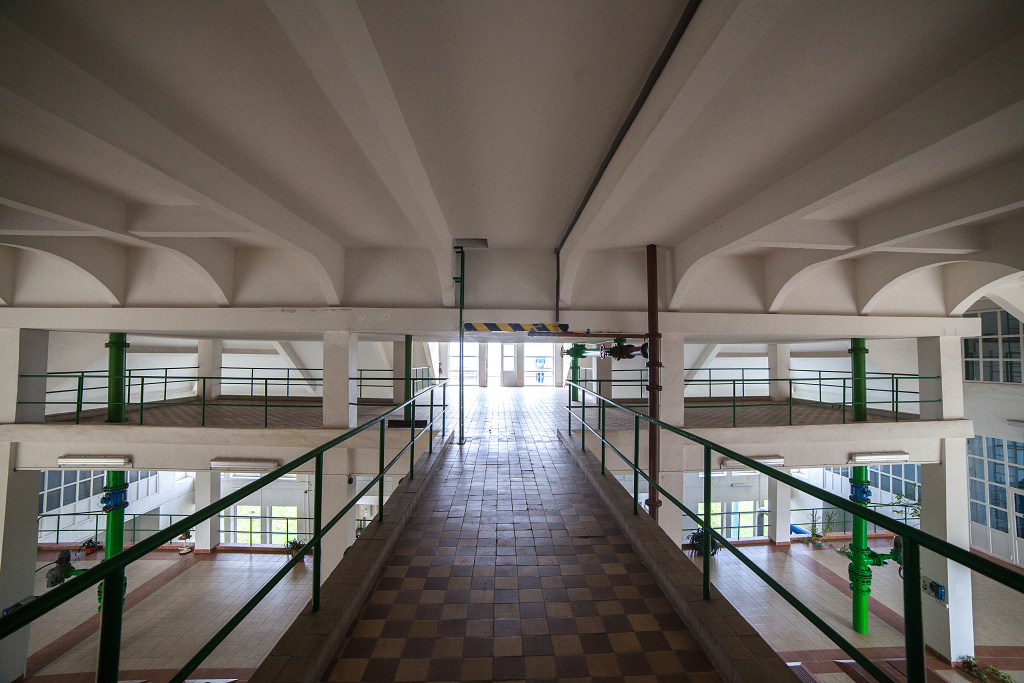
Úpravna vody Vyšní Lhoty - vnitřní prostory